# Chunky, Novi & Ernie (album, 1977)
Chunky, Novi & Ernie je druhé studiové album americké hudební skupiny Chunky, Novi & Ernie, vydané v roce 1977 u vydavatelství Warner Bros. Records. Jeho producentem byl David Campbell (mimo písně „See What You Done“, kterou produkovali Ted Templeman a Lenny Waronker). V roce 2009 vyšlo album v reedici u vydavatelství Rhino Records ve spolupráci s Warner Bros.

## Seznam skladeb
Autorkou všech skladeb je Lauren Wood.
| Pořadí | Název                                 | Délka |
| ------ | ------------------------------------- | ----- |
| 1.     | Can't Get Away from You               | 3:10  |
| 2.     | Makes You Wonder                      | 3:28  |
| 3.     | Lonesome Trail                        | 3:22  |
| 4.     | Ragin' River                          | 4:13  |
| 5.     | It's Over                             | 2:54  |
| 6.     | See What You Done                     | 3:46  |
| 7.     | Didn't Wanna Hurt Cha for Another Guy | 3:37  |
| 8.     | Island                                | 4:35  |
| 9.     | Been Gone Too Long                    | 3:09  |
| 10.    | Lovelight                             | 3:51  |
| 11.    | Fade Away                             | 4:09  |

## Obsazení
Hudebníci
- Lauren Wood – zpěv, klavír
- Novi Novog – viola, elektrické piano, syntezátory, doprovodné vokály
- Ernie Eremita – baskytara, doprovodné vokály
- Russ Kunkel – bicí
- John Guerin – bicí
- Michael Hossack – bicí
- Steve Forman – perkuse
- Bobby Hall – perkuse
- Milt Holland – perkuse
- Jim Cowger – saxofon, flétna
- Ian Underwood – saxofon, flétna
- Doug Livingston – pedálová steel kytara, banjo
- Bill Payne – klavír
- Lee Ritenour – elektrická kytara
- Jay Graydon – elektrická kytara
- Michael McDonald – doprovodné vokály
- Tiran Porter – doprovodné vokály
- Ki-Ki Koury – doprovodné vokály
- Gail Davies – doprovodné vokály
- Sherlie Matthews – doprovodné vokály
- Becky Louis – doprovodné vokály
- Denise Trammell – doprovodné vokály

Technická podpora
- David Campbell – producent (mimo „See What You Done“)
- Ted Templeman – producent (pouze „See What You Done“)
- Lenny Waronker – producent (pouze „See What You Done“)
- Greg Ladanyi – zvukový inženýr (mimo „See What You Done“)
- Dennis Kirk – zvukový inženýr (mimo „See What You Done“)
- Don Landee – zvukový inženýr (pouze „See What You Done“)